# Temporada 1997-98 de los Sacramento Kings
La temporada 1997-98 fue la decimotercera de los Kings en la NBA en su ubicación en Sacramento, California, y la quincuagésima en la liga, tras jugar las últimas trece en Kansas City. La temporada regular acabó con 27 victorias y 55 derrotas, ocupando el noveno puesto de la Conferencia Oeste, no logrando clasificarse para los playoffs.

## Elecciones en elDraft
| Ronda | Puesto | Jugador           | Posición | Nacionalidad   | Universidad/club |
| ----- | ------ | ----------------- | -------- | -------------- | ---------------- |
| 1     | 11     | Tariq Abdul-Wahad | Escolta  | Francia        | San Jose State   |
| 2     | 39     | Anthony Johnson   | Base     | Estados Unidos | Charleston       |

## Temporada regular
| División Pacífico        | División Pacífico | División Pacífico | División Pacífico | División Pacífico | División Pacífico | División Pacífico | División Pacífico | División Pacífico |
| Equipo                   | G                 | P                 | %                 | PD                | Casa              | Fuera             | Div               |                   |
| ------------------------ | ----------------- | ----------------- | ----------------- | ----------------- | ----------------- | ----------------- | ----------------- | ----------------- |
| y-Seattle SuperSonics    | 61                | 21                | .744              | –                 | 35–6              | 26–15             | 19–5              |                   |
| x-Los Angeles Lakers     | 61                | 21                | .744              | –                 | 33–8              | 28–13             | 16–8              |                   |
| x-Phoenix Suns           | 56                | 26                | .683              | 5                 | 30–11             | 26–15             | 17–7              |                   |
| x-Portland Trail Blazers | 46                | 36                | .561              | 15                | 26–15             | 20–21             | 14–10             |                   |
| Sacramento Kings         | 27                | 55                | .329              | 34                | 21–20             | 6–35              | 6–18              |                   |
| Golden State Warriors    | 19                | 63                | .232              | 42                | 12–29             | 7–34              | 6–18              |                   |
| Los Angeles Clippers     | 17                | 65                | .207              | 44                | 11–30             | 6–35              | 6–18              |                   |

## Estadísticas

### Temporada regular
| Rk | Jugador              | Edad | Pos. | P  | PT | MP   | TC  | TCI  | %TC  | T3  | T3I | %T3  | TL  | TLI | %TL   | RO  | RD  | RT  | AS  | RB  | TAP | BP  | FP  | PTS  |
| -- | -------------------- | ---- | ---- | -- | -- | ---- | --- | ---- | ---- | --- | --- | ---- | --- | --- | ----- | --- | --- | --- | --- | --- | --- | --- | --- | ---- |
| 1  | Mitch Richmond       | 32   | SG   | 70 | 70 | 36.7 | 7.8 | 17.4 | .445 | 1.9 | 4.8 | .389 | 5.8 | 6.7 | .864  | 0.7 | 2.6 | 3.3 | 4.0 | 1.3 | 0.2 | 2.6 | 2.2 | 23.2 |
| 2  | Corliss Williamson   | 24   | SF   | 79 | 75 | 35.7 | 7.1 | 14.4 | .495 | 0.0 | 0.1 | .000 | 3.5 | 5.6 | .630  | 2.1 | 3.6 | 5.6 | 2.9 | 1.0 | 0.6 | 2.5 | 3.2 | 17.7 |
| 3  | Billy Owens          | 28   | SF   | 78 | 78 | 30.1 | 4.3 | 9.3  | .464 | 0.3 | 0.9 | .371 | 1.5 | 2.5 | .589  | 2.2 | 5.3 | 7.5 | 2.8 | 1.2 | 0.5 | 2.0 | 3.0 | 10.5 |
| 4  | Anthony Johnson      | 23   | PG   | 77 | 62 | 29.4 | 2.9 | 7.9  | .371 | 0.5 | 1.7 | .328 | 1.0 | 1.4 | .727  | 0.7 | 1.6 | 2.2 | 4.3 | 0.8 | 0.1 | 1.6 | 2.4 | 7.5  |
| 5  | Otis Thorpe          | 35   | PF   | 27 | 20 | 23.1 | 3.3 | 7.2  | .459 | 0.0 | 0.0 | .000 | 1.7 | 2.6 | .657  | 1.9 | 4.3 | 6.1 | 2.3 | 0.7 | 0.3 | 1.4 | 3.0 | 8.3  |
| 6  | Michael Stewart      | 22   | C    | 81 | 37 | 21.7 | 1.9 | 4.0  | .480 | 0.0 | 0.0 |      | 0.8 | 1.8 | .458  | 2.4 | 4.2 | 6.6 | 0.8 | 0.4 | 2.4 | 1.0 | 3.1 | 4.6  |
| 7  | Lawrence Funderburke | 27   | PF   | 52 | 1  | 21.0 | 3.7 | 7.5  | .490 | 0.0 | 0.1 | .143 | 2.1 | 3.1 | .679  | 1.5 | 3.0 | 4.5 | 1.2 | 0.4 | 0.3 | 1.2 | 1.1 | 9.5  |
| 8  | Olden Polynice       | 33   | C    | 70 | 25 | 20.8 | 3.6 | 7.7  | .459 | 0.0 | 0.0 | .000 | 0.7 | 1.6 | .452  | 2.5 | 3.8 | 6.3 | 1.5 | 0.5 | 0.6 | 1.4 | 2.3 | 7.9  |
| 9  | Michael Smith        | 25   | PF   | 18 | 4  | 19.3 | 1.4 | 3.4  | .426 | 0.0 | 0.0 |      | 0.9 | 1.7 | .567  | 1.9 | 3.6 | 5.6 | 1.6 | 0.8 | 0.5 | 0.8 | 1.9 | 3.8  |
| 10 | Terry Dehere         | 26   | PG   | 77 | 18 | 18.3 | 2.3 | 5.9  | .399 | 0.6 | 1.7 | .379 | 1.0 | 1.3 | .798  | 0.3 | 1.1 | 1.4 | 2.5 | 0.7 | 0.1 | 1.2 | 1.9 | 6.4  |
| 11 | Mahmoud Abdul-Rauf   | 28   | PG   | 31 | 0  | 17.1 | 3.3 | 8.8  | .377 | 0.2 | 1.0 | .161 | 0.5 | 0.5 | 1.000 | 0.2 | 1.0 | 1.2 | 1.9 | 0.5 | 0.0 | 0.6 | 1.0 | 7.3  |
| 12 | Tariq Abdul-Wahad    | 23   | SG   | 59 | 16 | 16.3 | 2.4 | 6.1  | .403 | 0.1 | 0.3 | .211 | 1.4 | 2.1 | .672  | 0.7 | 1.2 | 2.0 | 0.9 | 0.6 | 0.2 | 1.1 | 1.4 | 6.4  |
| 13 | Mark Hendrickson     | 23   | PF   | 48 | 1  | 15.4 | 1.2 | 3.1  | .389 | 0.0 | 0.1 | .000 | 1.0 | 1.2 | .825  | 0.7 | 2.3 | 3.0 | 0.9 | 0.5 | 0.2 | 0.6 | 1.3 | 3.4  |
| 14 | Chris Robinson       | 23   | SG   | 19 | 0  | 14.3 | 2.2 | 5.8  | .378 | 0.9 | 2.2 | .405 | 0.4 | 0.7 | .500  | 0.5 | 1.3 | 1.7 | 1.5 | 0.6 | 0.2 | 0.9 | 1.5 | 5.7  |
| 15 | Bobby Hurley         | 26   | PG   | 34 | 3  | 12.3 | 1.4 | 3.4  | .409 | 0.1 | 0.4 | .267 | 0.9 | 1.1 | .811  | 0.2 | 0.9 | 1.1 | 2.4 | 0.4 | 0.0 | 1.2 | 1.1 | 3.8  |
| 16 | Kevin Salvadori      | 27   | C    | 16 | 0  | 5.4  | 0.1 | 0.8  | .077 | 0.0 | 0.0 |      | 0.2 | 0.4 | .500  | 0.3 | 0.9 | 1.3 | 0.2 | 0.0 | 0.7 | 0.3 | 0.8 | 0.3  |
| 17 | Derek Grimm          | 23   | SF   | 9  | 0  | 3.8  | 0.4 | 1.6  | .286 | 0.4 | 1.3 | .333 | 0.2 | 0.2 | 1.000 | 0.0 | 0.4 | 0.4 | 0.0 | 0.3 | 0.1 | 0.3 | 0.7 | 1.6  |

## Galardones y récords
| Jugador        | Galardón                               |
| Mitch Richmond | 3.er Mejor quinteto de la NBA All-Star |